# Пайнсбург (Меріленд)
Пайнсбург (англ. Pinesburg) — переписна місцевість (CDP) в США, в окрузі Вашингтон штату Меріленд. Населення — 444 особи (2020).

## Географія
Пайнсбург розташований за координатами 39°37′37″ пн. ш. 77°51′22″ зх. д. / 39.62694° пн. ш. 77.85611° зх. д. (39.626891, -77.856121).  За даними Бюро перепису населення США в 2010 році переписна місцевість мала площу 1,90 км², уся площа — суходіл.

## Демографія
Згідно з переписом 2010 року, у переписній місцевості мешкало 449 осіб у 179 домогосподарствах у складі 129 родин. Густота населення становила 237 осіб/км².  Було 193 помешкання (102/км²).
Расовий склад населення:
| - 99,3 % — білих |

До двох чи більше рас належало 0,7 %. Частка іспаномовних становила 1,3 % від усіх жителів.
За віковим діапазоном населення розподілялося таким чином: 18,0 % — особи молодші 18 років, 67,3 % — особи у віці 18—64 років, 14,7 % — особи у віці 65 років та старші. Медіана віку мешканця становила 44,4 року. На 100 осіб жіночої статі у переписній місцевості припадало 110,8 чоловіків;  на 100 жінок у віці від 18 років та старших — 109,1 чоловіків також старших 18 років.
Середній дохід на одне домашнє господарство  становив 57 534 долари США (медіана — 55 000), а середній дохід на одну сім'ю — 52 789 доларів (медіана — 53 750). 
Цивільне працевлаштоване населення становило 212 особи. Основні галузі зайнятості: виробництво — 25,0 %, публічна адміністрація — 16,0 %, роздрібна торгівля — 11,3 %, будівництво — 11,3 %.